# Lipocarpha mexicana
Lipocarpha mexicana là loài thực vật có hoa trong họ Cói. Loài này được Liebm. mô tả khoa học đầu tiên năm 1851.